# ییلووه و درژکووا
ییلووه و درژکووا (به چکی: Jílové u Držkova) یک منطقهٔ مسکونی در جمهوری چک است که در ناحیه یابلونتس ناد نیسوو واقع شده‌است.